# Stazione di Ragusa

La prima locomotiva giunta a Ragusa, nel 1896

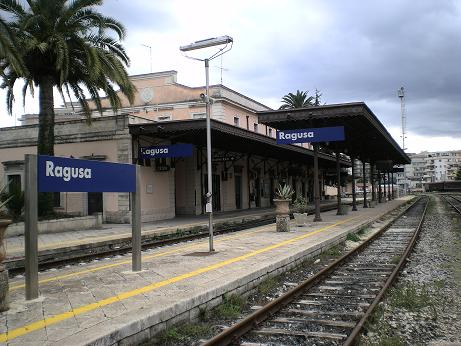
Il piazzale binari

La stazione di Ragusa è una stazione ferroviaria passante di superficie situata nel centro della città di Ragusa, al km 306+233 della Ferrovia Siracusa-Gela-Canicattì. Ha un traffico viaggiatori pendolare di massima diretto verso Modica, i centri vicini e in misura minore verso Siracusa e il Polo petrolchimico di Gela. È di fermata per tutti i treni. 
La stazione di Ragusa, inserita nel progetto PEGASO da RFI è stata oggetto di riqualificazione interna (e adeguamento alle normative di sicurezza vigenti) del fabbricato viaggiatori, ripristinandone gli accessi originari.

## Storia
La stazione, in origine denominata "Ragusa Superiore", venne attivata il 18 giugno 1893 in seguito alla costruzione della ferrovia realizzata dalla Società per le Strade Ferrate della Sicilia per il collegamento tra i numerosi e importanti centri abitati del siracusano, ragusano e nisseno con i porti per l'imbarco delle merci di Siracusa e di Licata. A causa della difficile orografia del percorso tra Ragusa Ibla e Ragusa Superiore, che rese molto impegnativi i lavori di costruzione della linea, il primo treno giunse a Ragusa solo il 19 aprile del 1896. Dal 1906 la stazione passò sotto la giurisdizione delle Ferrovie dello Stato. Negli anni trenta, (in seguito alla creazione della provincia, sotto il regime fascista), la stazione fu ingrandita e dotata di un ampio scalo merci. 
Dal 1922 al 1950 Ragusa fu anche capolinea della ferrovia a scartamento ridotto Ragusa - Vizzini/Siracusa la cui stazione SAFS venne costruita affiancata a quella delle Ferrovie dello Stato.
Dagli anni ottanta la stazione ha visto il calo progressivo del traffico viaggiatori e più marcatamente di quello merci; con il cambio orario del 1998 è stata soppressa anche la carrozza diretta Ragusa-Roma Termini che era stata istituita al tempo dell'erezione a capoluogo di Provincia. Da allora il traffico della stazione è esclusivamente regionale Nel settembre 2008 venne disposta la chiusura dello scalo merci; nel medesimo anno fu ipotizzata l'istituzione di un servizio ferroviario metropolitano che utilizzasse parte della linea ferroviaria esistente che sottopassa la città.
Da domenica 28 marzo 2010 fu sospeso il servizio nei giorni festivi e domenicali. Dall'11 gennaio 2012 è stata disposta la chiusura al pubblico del fabbricato di stazione.

## Caratteristiche
La stazione venne costruita alla periferia sud del centro abitato in corrispondenza della zona di espansione ma con il passare degli anni la città ha finito con l'inglobare la stazione in pieno centro urbano. La stazione consiste di un fabbricato, in tradizionale stile ferroviario a due livelli posto ad est del fascio binari. Il fascio binari principale è composto da 6 binari di cui il primo ed il secondo sono di ricevimento per i treni che proseguono per Siracusa e Gela con movimento passeggeri. Entrambi, sia il primo che il secondo binario, sono muniti di pensilina ma non di sottopassaggio.
Visto il percorso elicoidale in forte discesa, in direzione Siracusa, la stazione fu dotata di piattaforma girevole e rifornitori di carbone per facilitare i movimenti delle locomotive provenienti da Ragusa Ibla e Modica. I vari binari dello scalo merci e di ricovero si trovano sul lato ovest della stazione che è dotata, su tale lato, di un grande serbatoio rifornitore d'acqua per le locomotive a vapore. Lo scalo merci di Ragusa, sul lato ovest della stazione, era munito di piano caricatore, magazzini e di un fascio di binari tronchi; è stato chiuso nel settembre 2008.

### Scalo merci
Lo scalo merci di Ragusa, uno dei più grandi della provincia, essendo stato incluso nei tagli attivati dalla RFI è stato chiuso nel settembre del 2008. Lo scalo serviva la stazione di Ragusa ed ha funzionato per quasi 70 anni. Posto all'estremità nord della stazione di Ragusa è composto dal fabbricato merci, con piano caricatore e di un fascio binari tronco.

### Bretella per la zona industriale
Il collegamento ferroviario all'area industriale è stato conseguenziale allo sviluppo dell'industria degli asfalti e bitumi (ABCD - Anic) di Ragusa. La bretella percorre 1.200 m in direzione sud fino al deposito/caricatoio della Eni-Polimeri Europa dove stazionano i carri merci. La linea è scarsamente utilizzata dall'inizio degli anni duemila.

## Servizi
La stazione dispone di:
- Biglietteria
- Parcheggio di scambio
- Fermata autobus
- Servizi igienici

## Interscambi
- La posizione centrale della stazione permette di raggiungere facilmente a piedi il centro storico.
- Nel piazzale esterno della stazione è presente il servizio urbano dell'Azienda Siciliana Trasporti
- Al di sotto della Piazza si trova un parcheggio sotterraneo da 400 posti auto.